# Galeruca luctuosa
Galeruca luctuosa es una especie de insecto coleóptero de la familia Chrysomelidae.
Fue descrita científicamente en 1865 por Joannis.